# Rössener Frauen-Kinderbestattung in Adlum

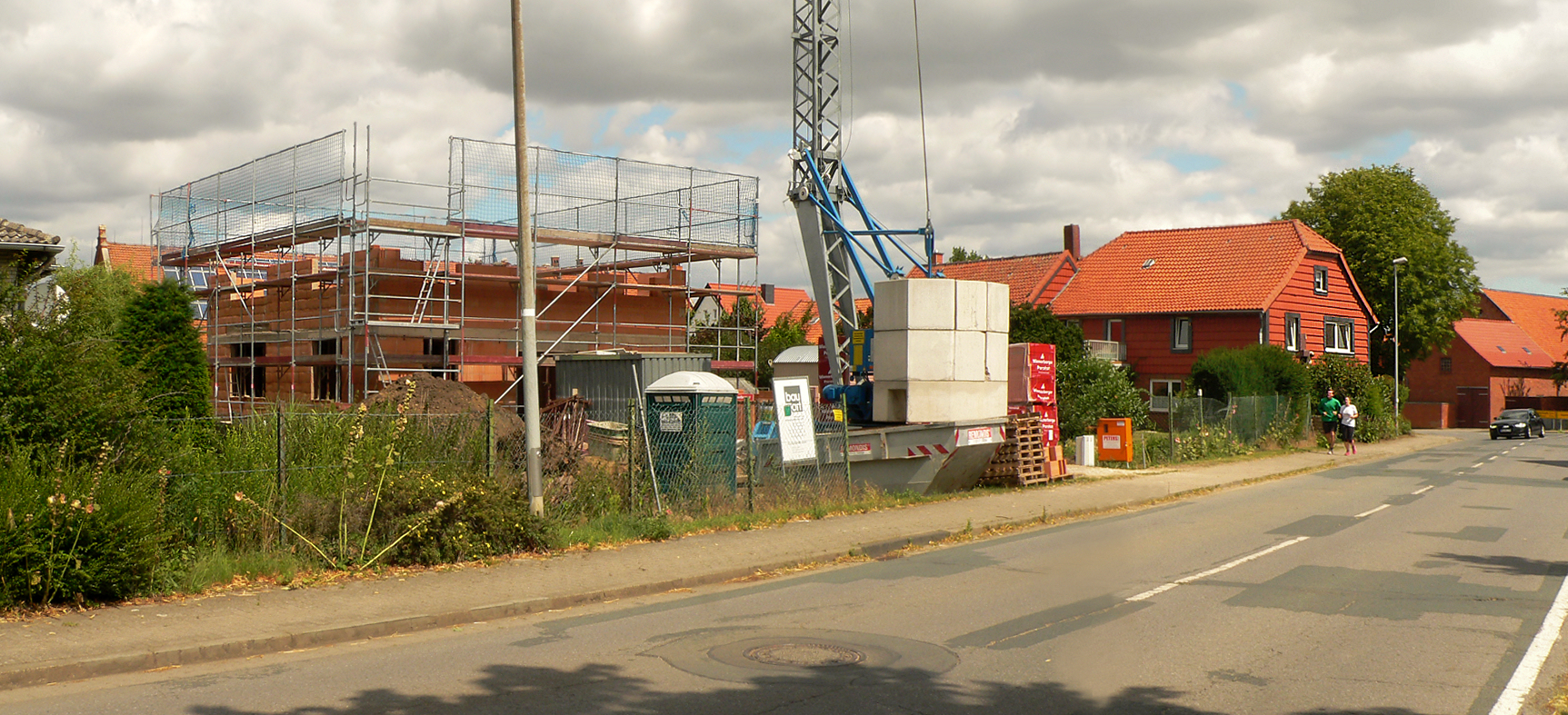
Baugrundstück, auf dem die Fundstelle der jungsteinzeitlichen Bestattung in Adlum lag (2020)

Die Rössener Frauen-Kinderbestattung in Adlum ist eine prähistorische Grabstelle in Adlum im Landkreis Hildesheim in Niedersachsen. Es handelt sich um zwei nebeneinander liegende Körpergräber mit den Skeletten einer Frau Anfang 20 und eines Kindes, möglicherweise Mutter und Kind. Archäologen datieren die Bestattung in die Jungsteinzeit um 5000 v. Chr. und rechnen sie der Rössener Kultur zu.

## Beschreibung
Die Verstorbenen wurden in Flachgräbern parallel zueinander in etwa 50 cm Abstand bestattet. Der Kopf war jeweils nach Süd-Westen gerichtet. Das jüngere Individuum lag mit dem Kopf etwa in Höhe der Füße des älteren. Im Gegensatz zu den zu dieser Zeit auch üblichen Hockergräbern in Seitlage bettete man die Bestatteten in gestreckter Rückenlage. Den guten Erhaltungszustand des Knochenmaterials führen Archäologen auf den kalkhaltigen Boden zurück. Im näheren Umfeld der Bestattung wurden Siedlungsgruben gefunden. 
Die Grabstelle wurde im Juli 2020 bei Erdarbeiten zum Bau eines Wohnhauses entdeckt. Zunächst ermittelte die Polizei, da aufgrund des Auffindens von menschlichen Skeletten ein Tötungsdelikt in jüngerer Zeit nicht auszuschließen war. Nachdem der archäologische Hintergrund des Fundes feststand, beauftragte das Niedersächsische Landesamt für Denkmalpflege ein Grabungsunternehmen mit einer Rettungsgrabung. Die geborgenen Überreste wurden wissenschaftlichen Untersuchungen unterzogen, deren Ergebnis (2020) noch nicht bekannt gegeben worden ist. Unter anderem sollte mittels der Radiokarbonmethode eine Datierung erfolgen und es waren anthropologische Untersuchungen an den Individuen vorgesehen. Durch eine aDNA-Analyse soll geklärt werden, ob zwischen den Bestatteten eine Verwandtschaftsbeziehung bestand.
Die Fundstelle liegt in der Hildesheimer Börde mit fruchtbaren Lössböden. In der Jungsteinzeit suchten erste Siedler vor rund 7000 Jahren gezielt diese Landschaft auf, um sich darin niederzulassen. Die Gegend gehört laut dem niedersächsischen Landesarchäologen Henning Haßmann deswegen zu den archäologisch besonders wichtigen Kulturlandschaften in Niedersachsen. Weiter nördlich in der norddeutschen Tiefebene lebten zu Beginn der Jungsteinzeit Menschen noch als Jäger und Sammler. Sie übernahmen erst 1000 bis 2000 Jahre später die sesshafte Lebensweise.